# Варвары

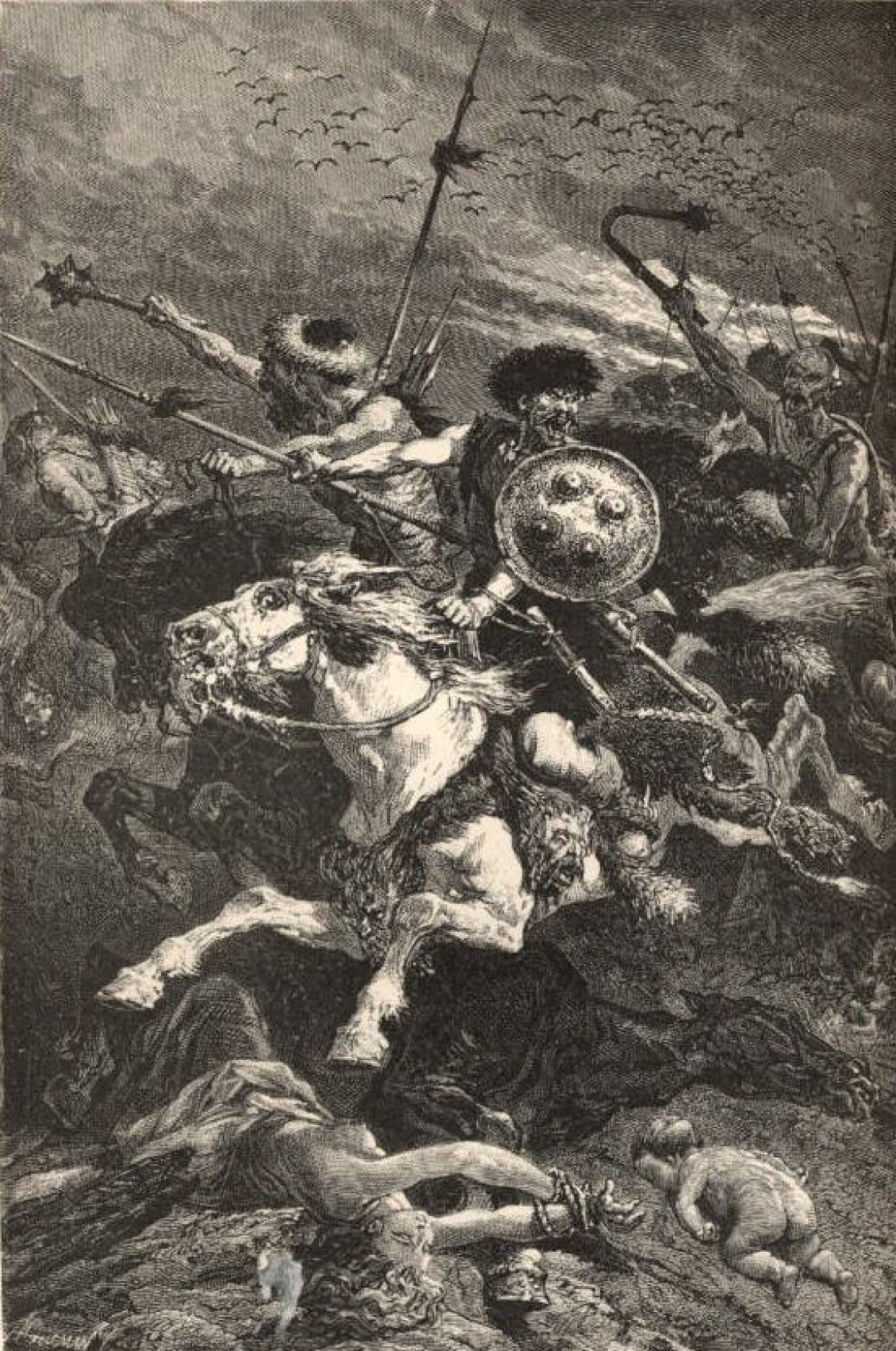
Гунны были олицетворением варварства во времена Римской империи. Рисунок А. де Невиля

Ва́рвары (др.-греч. βάρβαρος, barbaros — «негреческий», «чужеземец») — люди, которые для древних греков, а затем и для римлян были чужеземцами, говорили на непонятном им языке и были чужды их культуре.
Слово «варвар» — греческого и, по-видимому, звукоподражательного происхождения. В ряде европейских языков слово заимствовано через лат. barbarus. Русское «варвар» — через др.-русск., ст.‑слав. варваръ, варъваръ (заимствовано из среднегреческого).
В Новое время «варварами» стали обозначать совокупности народов, вторгавшихся в пределы Римской империи, пользуясь её ослаблением, и основывавших на её территории самостоятельные государства (королевства).
В переносном значении «варвары» — невежественные, грубые, жестокие люди, разрушители культурных ценностей.

## Европа железного века
…С чужаками, с варварами всякий грек был и будет в вечной войне, ибо не что-либо изменчивое и временное, а непреложный закон природы заставляет их питать взаимную вражду.
В античном мире слово использовалось греками для обозначения негреческих народов, включая цивилизованные. В Древнем Риме термин применялся по отношению к народам, проживавшим за пределами римского государства. Таким образом, в археологическом смысле термин «варвары» синонимичен термину «железный век» для народов, существовавших во времена античного мира, но не входивших в круг цивилизаций того времени:
- кельты
- германцы
- фракийцы (в том числе даки, геты)
- иллирийцы и мессапы
- скифо-сарматские племена
- славянские племена
- готы
- вандалы
- гунны.

Н. И. Басовская, исследовавшая восприятие войны и мира в западноевропейском средневековом обществе, выделяет представления германцев-варваров, которые воспринимали войну как «естественное общее дело», а потому — акт «достойный восхваления и одобрения».

## Средневековая Европа
В Средние века варварами считались викинги (дат. Viking, швед. Vikingar, норв. Vikinger) — раннесредневековые скандинавские мореходы, в VIII—XI веках совершавшие морские походы вдоль берегов всей Европы, достигая Северной Америки (Винланд) и Северной Африки, и поднимаясь по рекам вплоть до Каспия. В основной массе это были свободные крестьяне, жившие на территории современных Швеции, Дании и Норвегии, которых толкали за пределы родных стран перенаселение (после периода средневекового потепления на севере Европы) и жажда лёгкой наживы. По религии — в подавляющем большинстве язычники[значимость факта?].
Причины экспансии викингов, принимавшей различные формы (поиски новых земель и переселения, грабительские нападения, пиратство и большие военные походы, торговля), были многообразны. Разложение общинно-родового строя у шведов, датчан и норвежцев сопровождалось усилением знати, для которой военная добыча служила важнейшим источником обогащения; многие рядовые общинники (бонды) покидали родину вследствие относительной перенаселённости приморских районов Скандинавского полуострова и нехватки пригодных для обработки земель. Прогресс кораблестроения у скандинавов — издревле искусных мореходов — сделал возможным их плавание не только по Балтийскому морю, но и в водах Северной Атлантики и в Средиземном море.

## В других культурах
В Древнем Египте для обозначения понятия «множество варваров» (а также внешних врагов) использовался фразеологизм Девять луков.
В Индии представителей иных, не индо-арийских культур называли «млеччха».
Понятия для «чужих народов» (с коннотацией «дикости») есть и в японской культуре (см. намбандзин). В японском молодёжном сленге для обозначения американцев особо закрепилось прозвище бака-гайдзин («дурной иностранец»).
Ацтеки, а вслед за ними и испанские колонизаторы, собирательно называли группу разных по происхождению кочевых и полукочевых индейских народов Центральной Америки термином «чичимеки», который, возможно, был близок по смыслу понятию «варвары».

### Китай

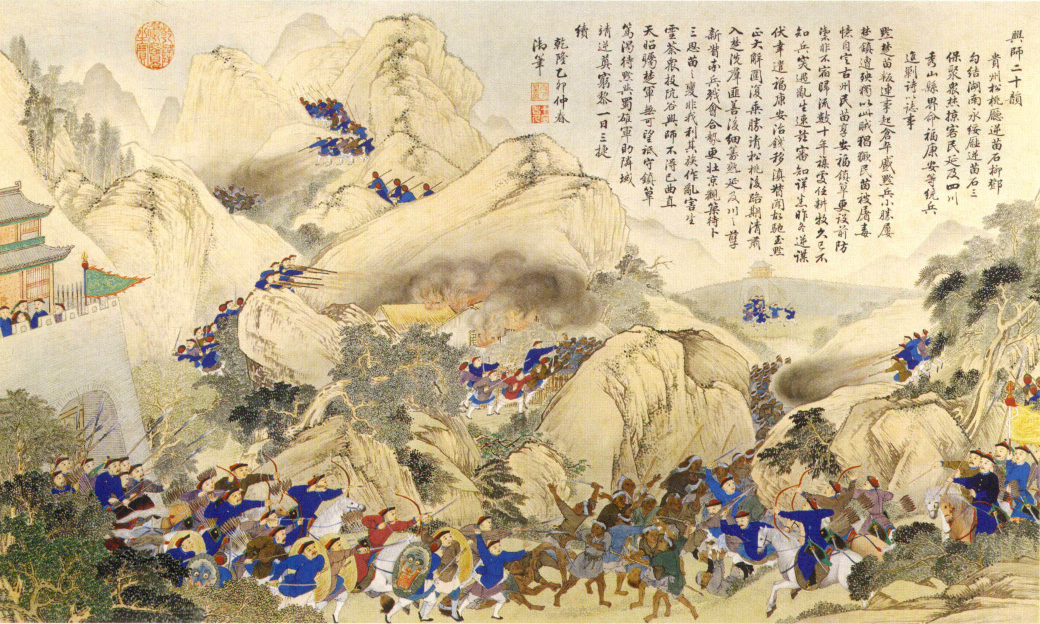
Китайская экспедиция против «южных варваров» народа мяо (1795)

Тема взаимоотношения с варварами закрепилась в классической китайской историографии, начиная с Сыма Цяня. По его утверждению, варвары выступают противниками Хуан Ди, имея черты хтонических чудовищ.
Отношение «цивилизованных» китайцев к «варварам» выразилось в даннической дипломатической системе и знаменитом обряде коутоу, осложнившем контакты Поднебесной с державами Нового времени (см. Русская миссия в Пекине, посольство Макартни).
Китайский интеллектуал эпохи Тан Чэнь Ань (IX век) утверждал, что «различие между китайцем и варваром проходит в сердце». Согласно другим мыслителям, это различие имело расовую основу. Притягательность китайской культуры выразилась в синификации киданей, чжурчжэней, монголов, маньчжуров и других народов. Правление неавтохтонных династий (Юань, Цин), во многом повлиявших на облик китайской цивилизации в её современном виде, сделало вопрос варварства в Китае сложной культурологической проблемой.